# Gele lis-boorder
De gele lis-boorder (Helotropha leucostigma, syn. Celaena leucostigma) is een nachtvlinder uit de familie van de uilen, de Noctuidae. De voorvleugellengte bedraagt tussen de 14 en 17 millimeter. De soort komt verspreid over het Palearctisch gebied voor. Hij overwintert als ei.

## Waardplanten
De gele lis-boorder heeft gele lis en galigaan als waardplanten.

## Voorkomen in Nederland en België
De gele lis-boorder is in Nederland een algemene en in België een zeldzame soort, die verspreid over het hele gebied kan worden gezien. De vlinder kent één generatie die vliegt van eind juni tot in oktober.